# Sheriff Jim Coats Clearwater Women's Open
Lo Sheriff Jim Coats Clearwater Women's Open è un torneo professionistico di tennis giocato su campi in cemento. Fa parte dell'ITF Women's Circuit. Si gioca annualmente a Clearwater (Florida) negli Stati Uniti.

## Albo d'oro

### Singolare
| Anno | Campionessa             | Finalista         | Punteggio   |
| ---- | ----------------------- | ----------------- | ----------- |
| 2010 | Johanna Larsson         | Shuai Zhang       | 7–6(4) 6–0  |
| 2011 | Ajla Tomljanović        | Sesil Karatančeva | 7–6(3), 6-3 |
| 2012 | Garbiñe Muguruza Blanco | Grace Min         | 6-0, 6-1    |

### Doppio
| Anno | Campionesse                         | Finaliste                       | Punteggio |
| ---- | ----------------------------------- | ------------------------------- | --------- |
| 2010 | Xu Yi-Fan Zhou Yi-Miao              | Alina Židkova Laura Siegemund   | 6–4 6–4   |
| 2011 | Kimberly Couts Līga Dekmeijere      | Heidi El Tabakh Arina Rodionova | 6-1, 6-4  |
| 2012 | Ekaterine Gorgodze Al'ona Sotnikova | Naomi Broady Heather Watson     | 6-3, 6-2  |